# 梅克爾巴赫河
51°56′19″N 7°34′58″E / 51.93861°N 7.58278°E

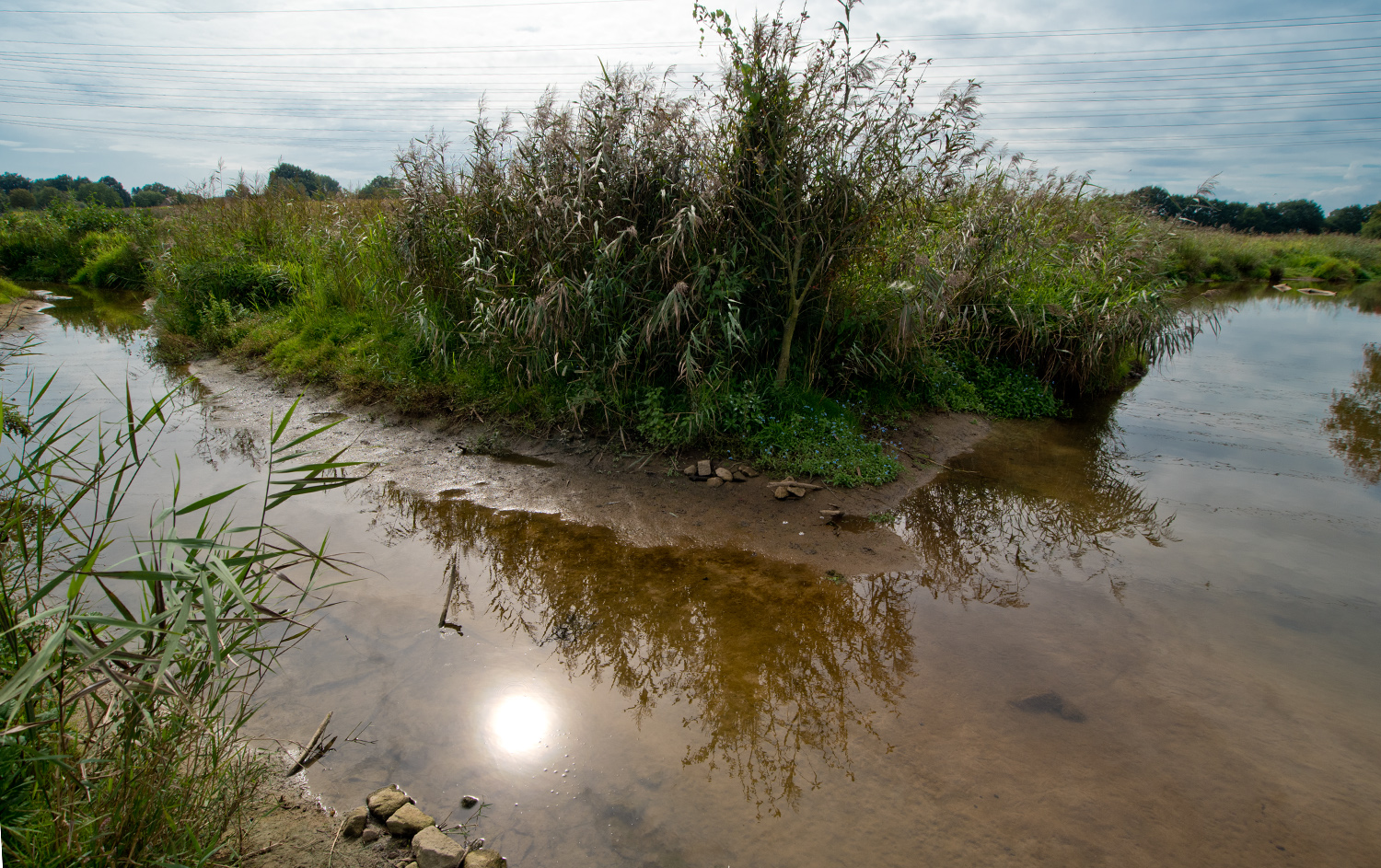
梅克爾巴赫河

梅克爾巴赫河（德語：Meckelbach），是德國的河流，位於該國西部，處於北萊茵-威斯特法倫州，屬於明斯特舍河的右支流，河道全長8公里，流域面積12平方公里。